# Гора Пантократор (Керкіра)
Гора Пантократор (грец. Όρος Παντοκράτορας) — гора на острові Керкіра, Греція висотою 906 метрів над рівнем моря (є найвищою на острові).

## Клімат та природа
Клімат помірний, середня температура 18 °C. Найтепліший місяць липень (температура 28 °C), а найхолодніший січень 9 °C. Середня кількість опадів — 1492 міліметри на рік. Найбільше опадів у лютому 232 міліметра, а найменше опадів у серпні — 8 міліметрів.
У дуже ясний день з гори можна побачити південний край Італії. До вершини прокладена асфальтована дорога, яка дозволяє доїхати як на машині такі і велосипедом, є низка піших маршрутів.
Гора оточена сосновими лісами та оливковими гаями, зустрічаються орхідеї, живуть сапсани, канюки, боривітри.

## Монастир
Монастир на горі Пантократор розташований на місці старого монастиря, який був побудований у 1347 році. Мешканці 23 сіл гори ухвалили рішення (в період 1343-1347 роки) про будівництво монастиря. Проте монастир зруйновано на початку 16 століття. Потім він був повністю перебудований, починаючи з 1689 р. Фасад церкви в сучасному вигляді зберігся з 19 століття. Монастир будувався з вапняку за участю місцевих жителів села Стара Перітія, яке наразі є закинуте. На стінах церкви збереглися фрески 17 століття, а всередині біля ікон висять срібні лампадки.

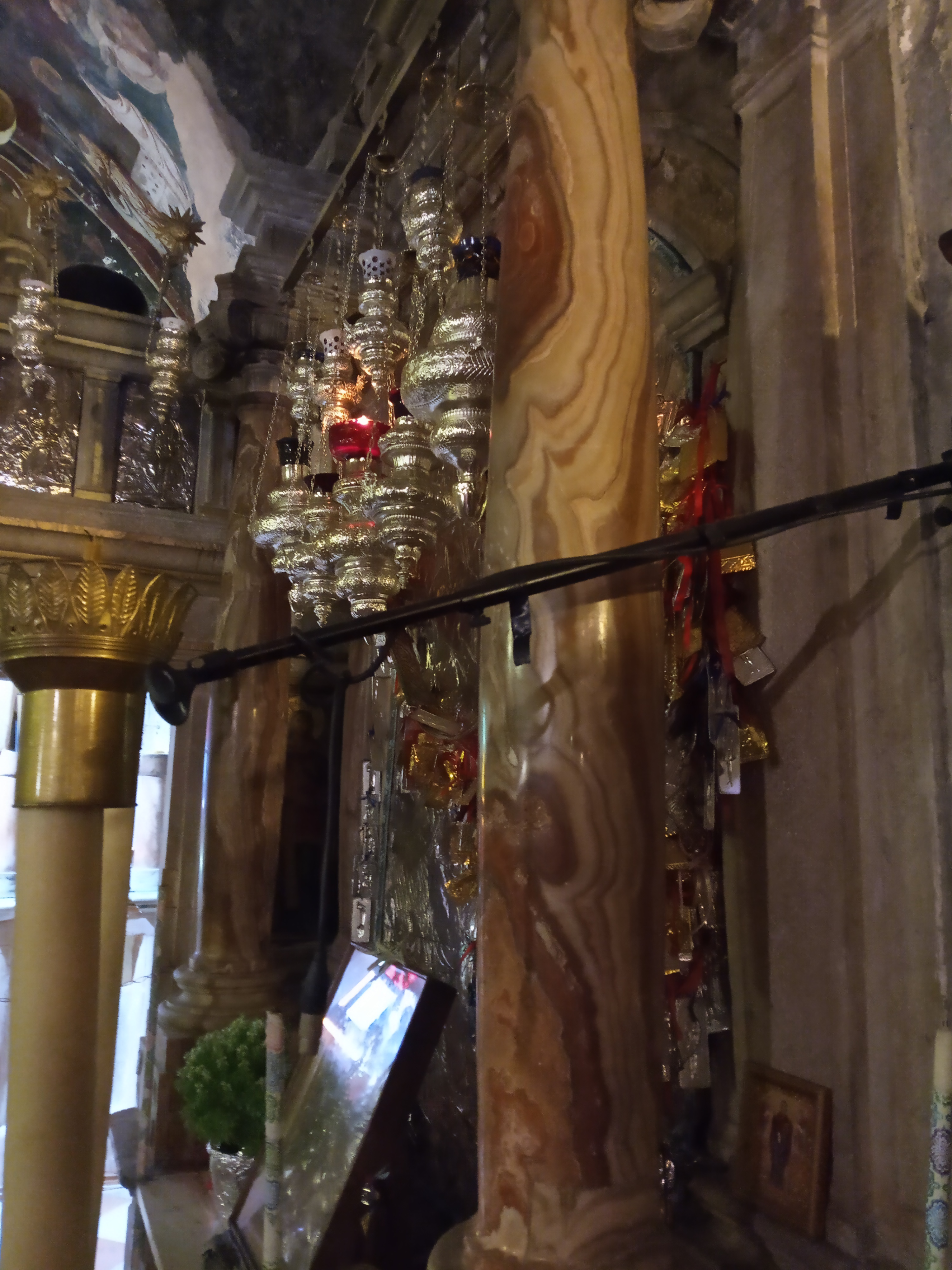
Срібні світильники
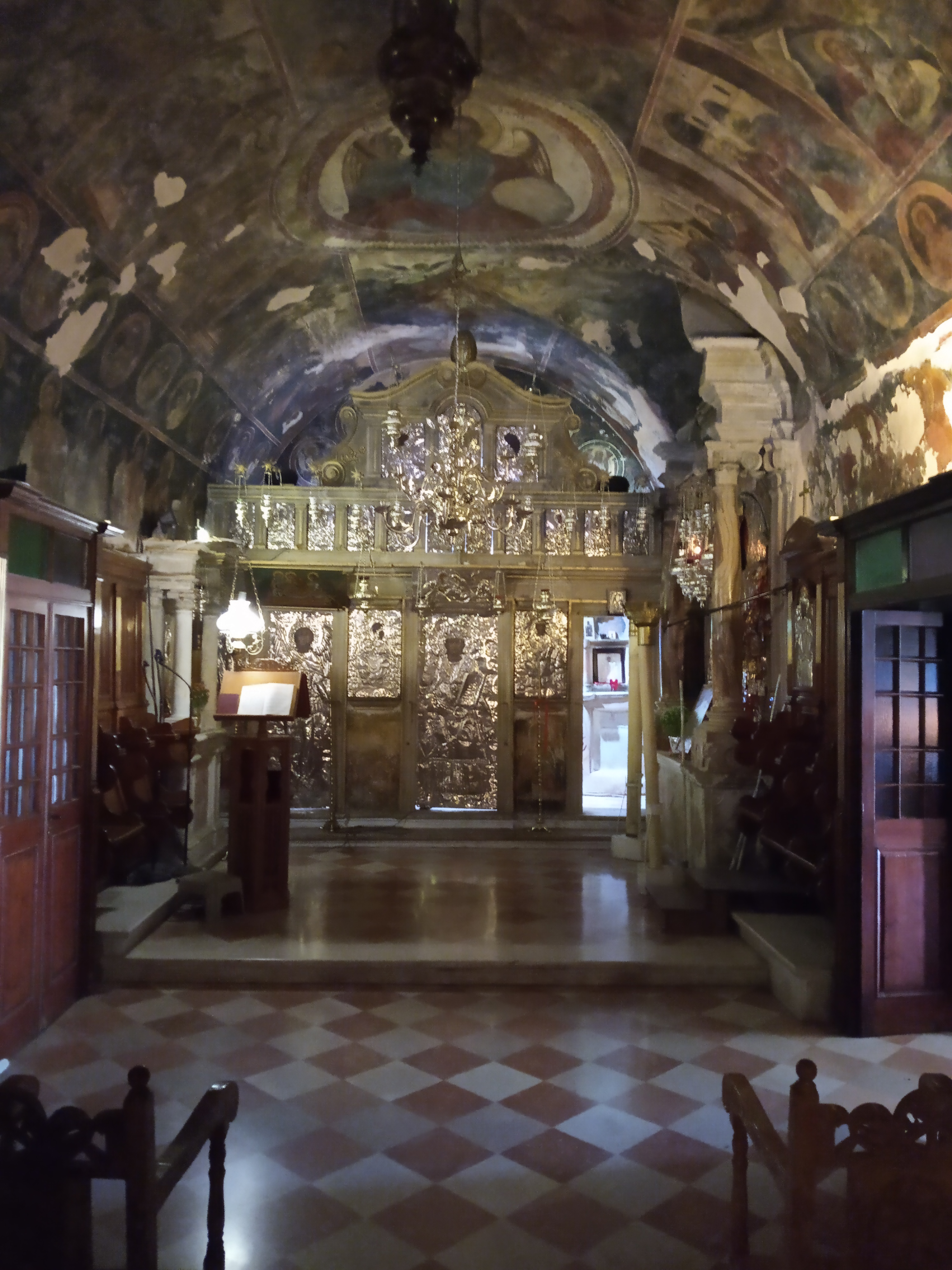
Іконостас
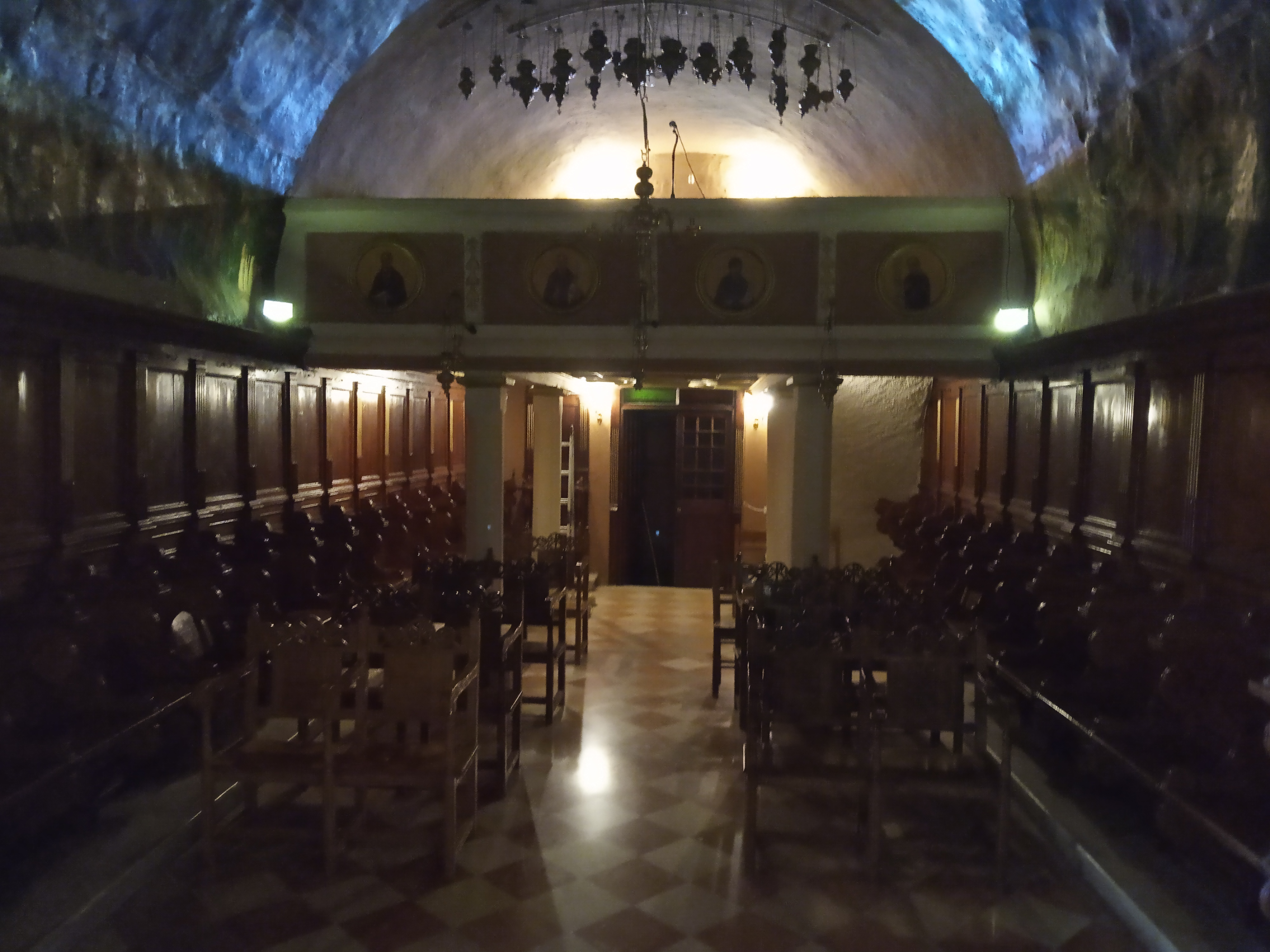
Притвор
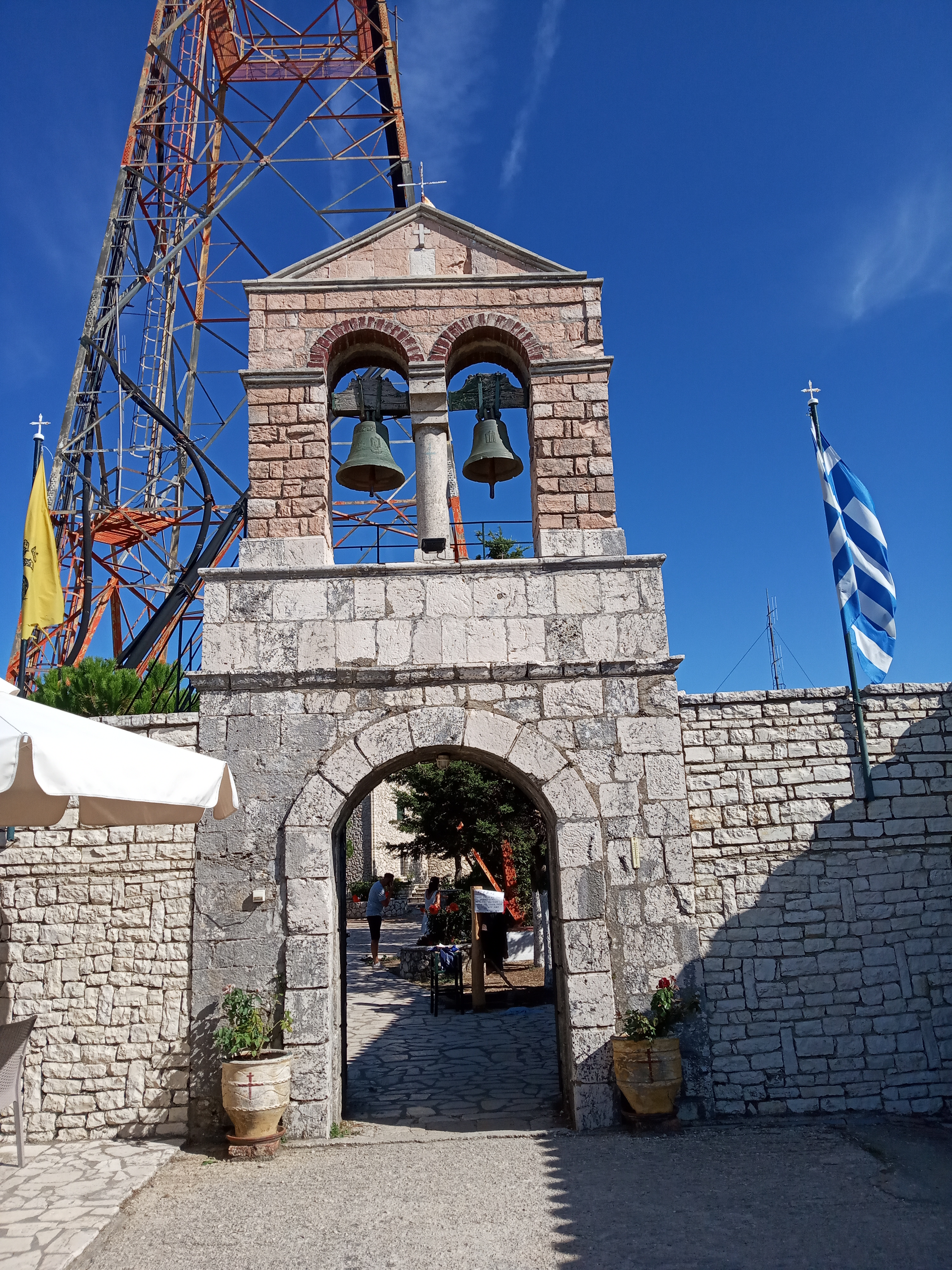
Вхід до монастиря
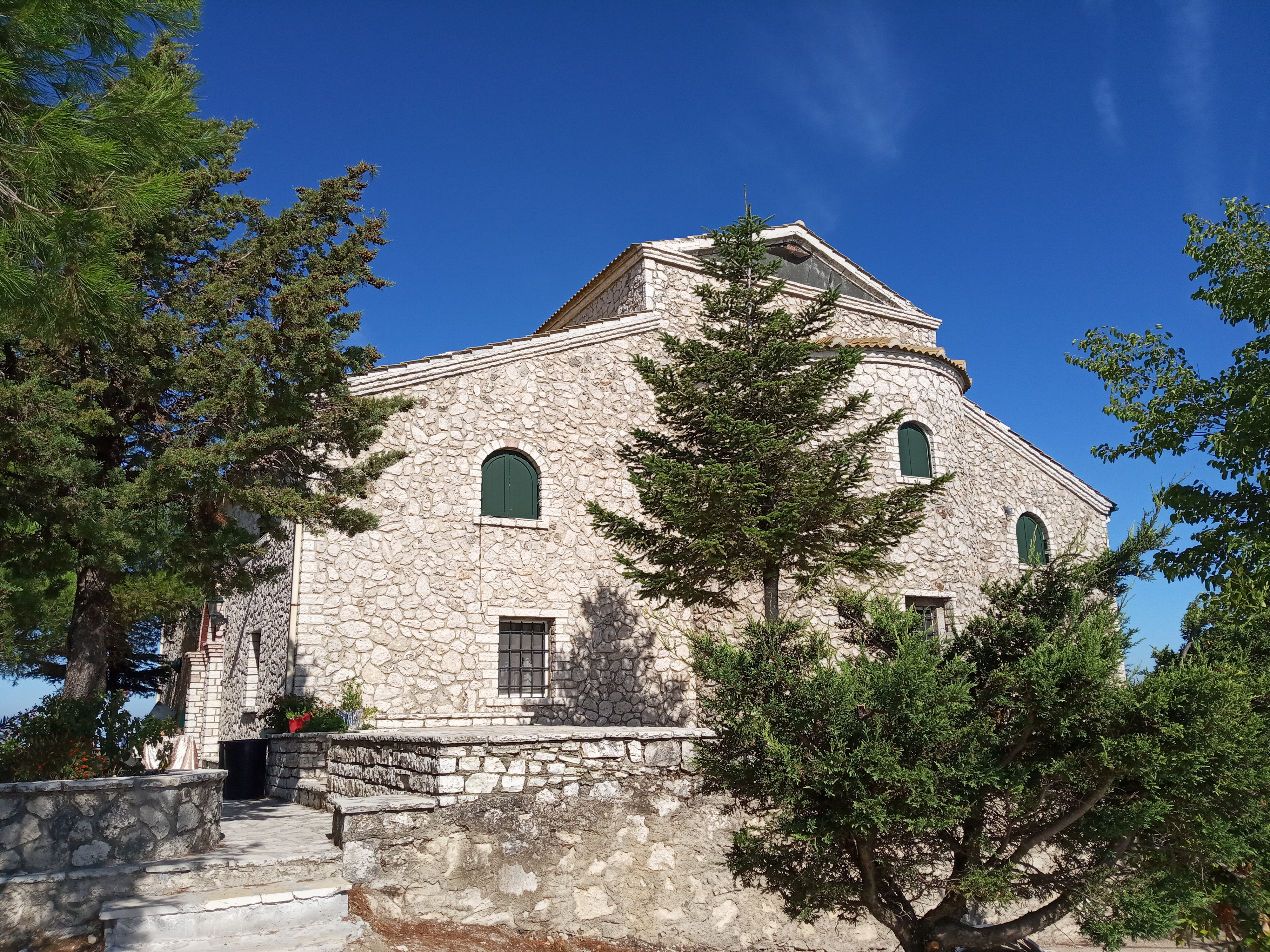
Церква

## Антенне поле
На горі є телевізійні та радіоантени для трансляції національних та регіональних телевізійних станцій Керкіри та Західної Греції, острівних та державних радіостанцій. Центр радіомовлення Pantokratoras охоплює майже весь острів з додатковими центрами радіомовлення для північної та південної його частин.